# Gmina Kroczyce
Gmina Kroczyce je gmina okresu Zawiercie ve Slezském vojvodství v jižním Polsku. Geograficky se nachází na vrchovině Wyżyna Częstochowska (Čenstochovská jura) patřící do pohoří Wyżyna Krakowsko-Częstochowska (Krakovsko-čenstochovská jura). Sídlem gminy jsou Kroczyce.

## Historie
V letech 1973 až 1975 byly Kroczyce součástí dnes jž zaniklého Katovického vojvodství. V letech 1975 až 1998 patřily do dnes již zaniklého Čenstochovského vojvodství a od roku 1999 patří do Slezského vojvodství.

## Vodstvo gminy
Voda z gminy odtéká do řek Krztynia a Białka z povodí řeky Visly a úmoří Baltského moře.

## Geologie, příroda a sport
Geologie oblasti je tvořena četným vápencovými skalními útvary pozůstatků druhohorního moře a také písčitými půdami ovlivněnými působením zaniklých ledovců z doby ledové. Turisticky i sportovně zajímavé jsou zde skalní věže, labyrinty a krasové útvary, jeskyně, horolezecké a speleologické lokality. Turistické stezky a cyklostezky vedou na populární místa oblasti. Významné jsou také přírodní společenstva xerotermů, skal, stepí, lesů a mokřadů. Západní část gminy patří do krajinného parku Park Krajobrazowy Orlich Gniazd a Natura 2000 Ostoja Kroczycka. Nejvyšším geografickým bodem gminy je Góra Zborów (462 m n. m.) nacházející se v přírodní rezervaci Góra Zborów.

## Členění gminy
Gmina je spravována ve 21 sołectvích:
Biała Błotna, Browarek, Dzibice, Dobrogoszczyce, Gołuchowice, Huta Szklana, Kostkowice, Kroczyce Okupne, Stare Kroczyce, Lgota Murowana, Lgotka, Podlesice, Piaseczno, Pradła, Przyłubsko, Siamoszyce, Siedliszowice, Siemięrzyce, Siemięrzyce Wrzoski, Szypowice, Trzciniec.

## Galerie

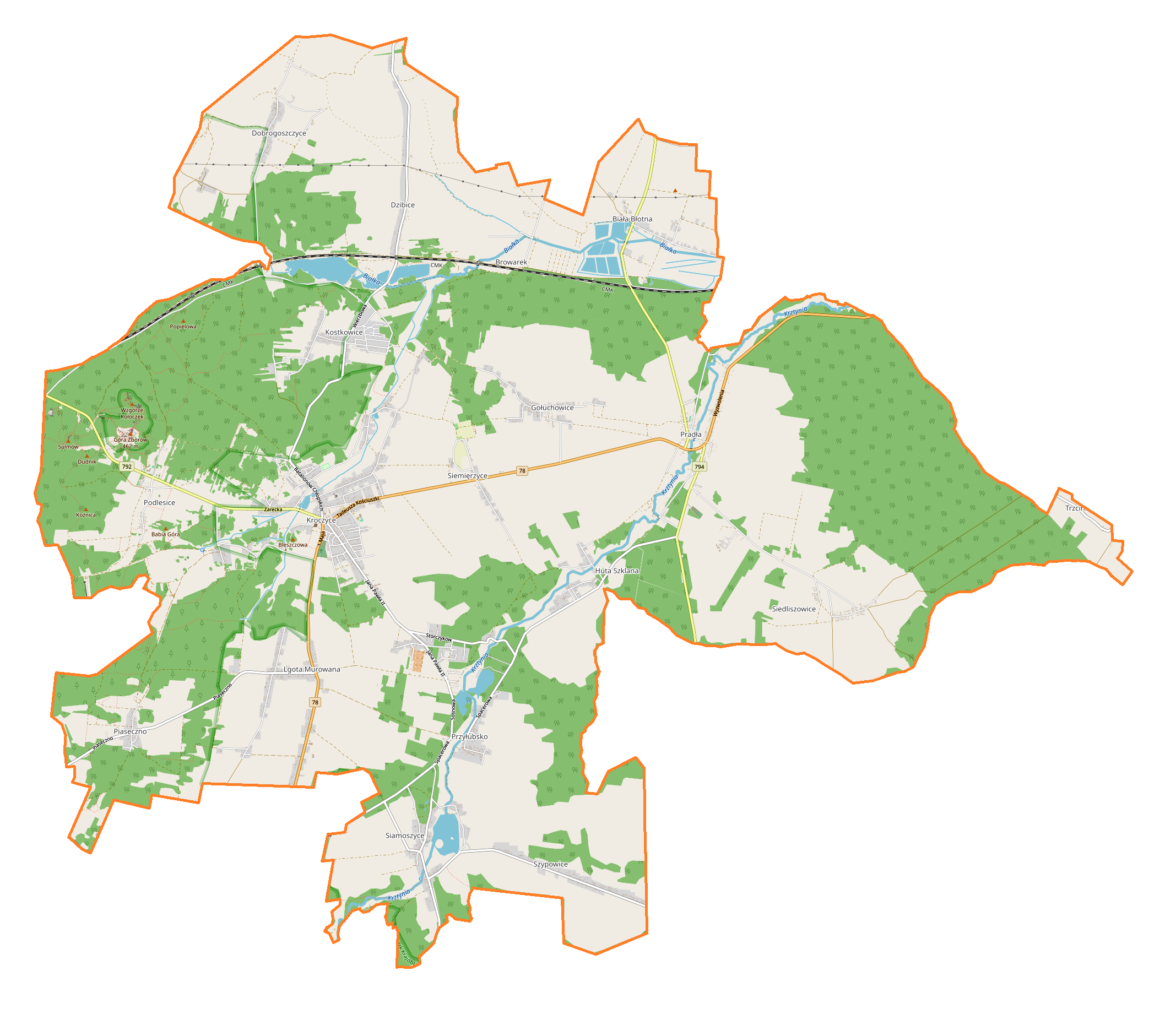
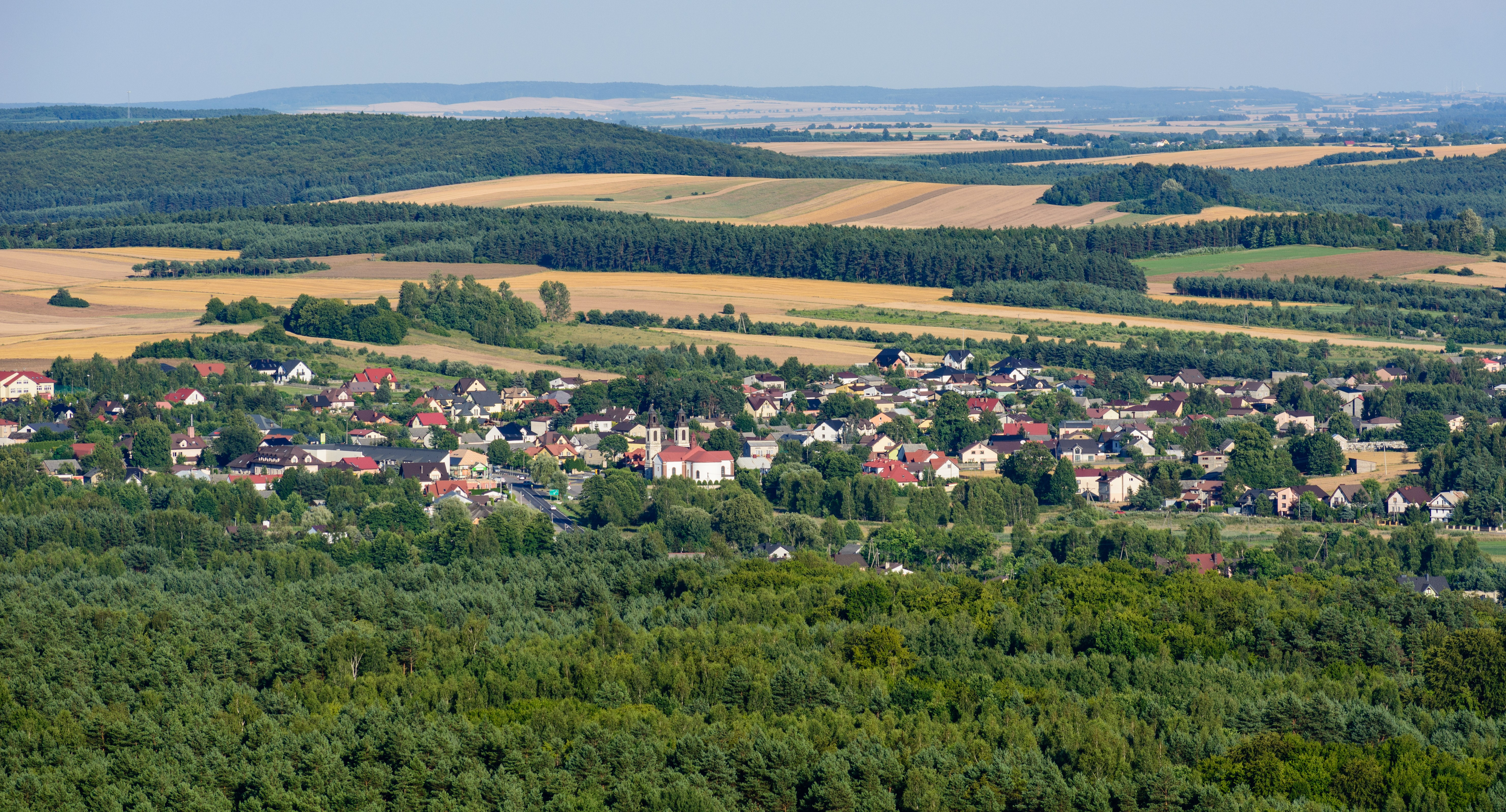
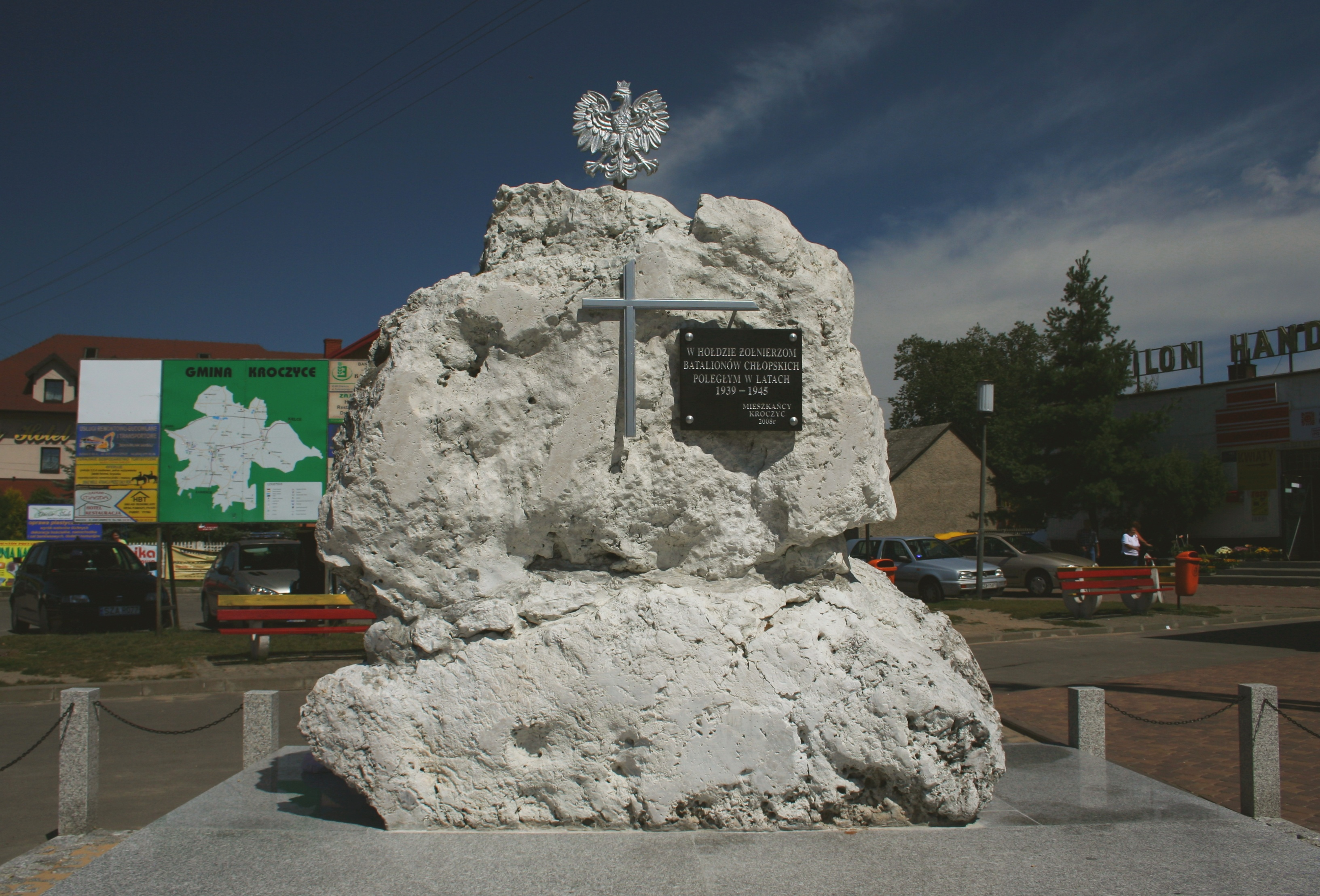
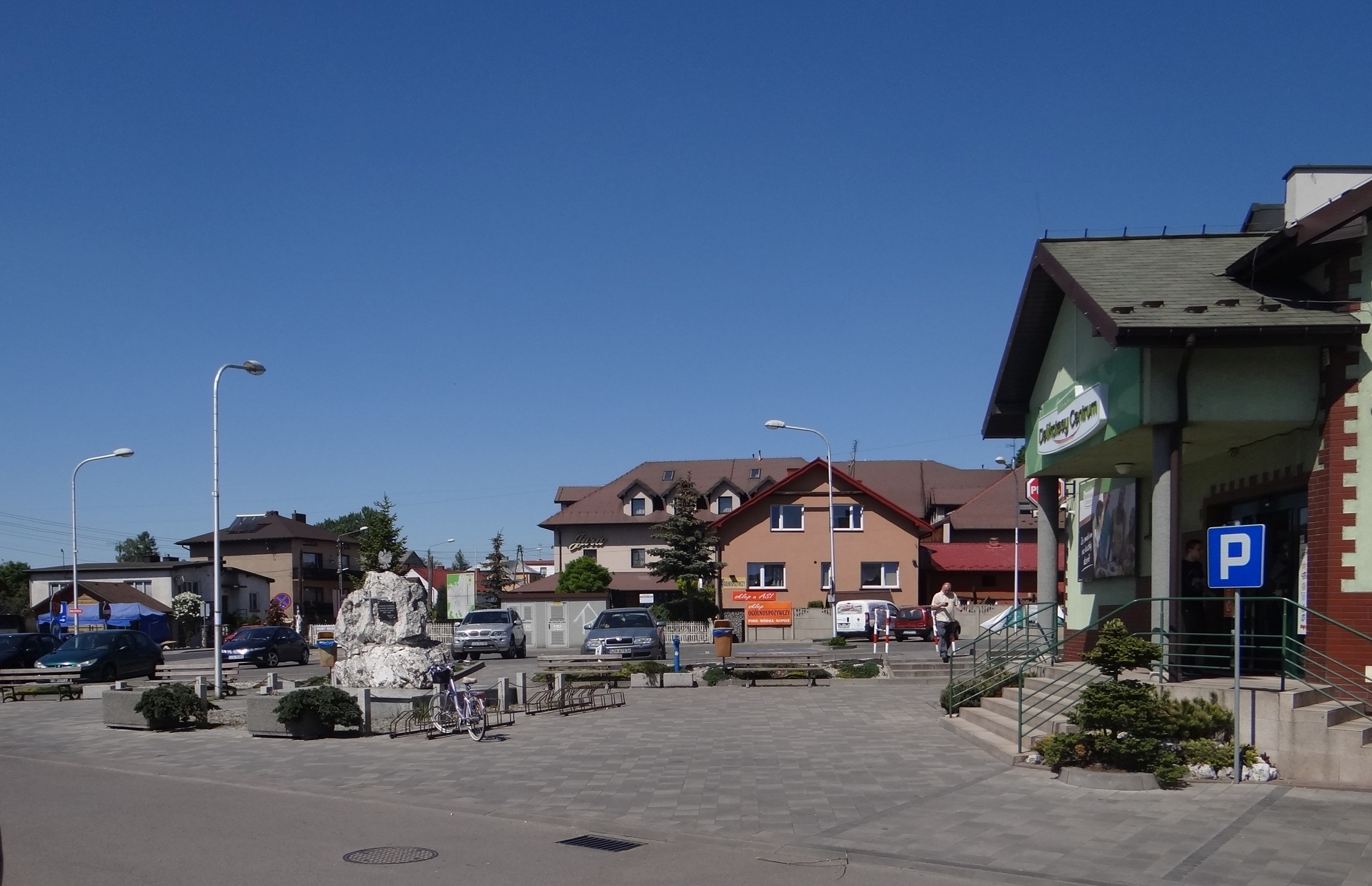
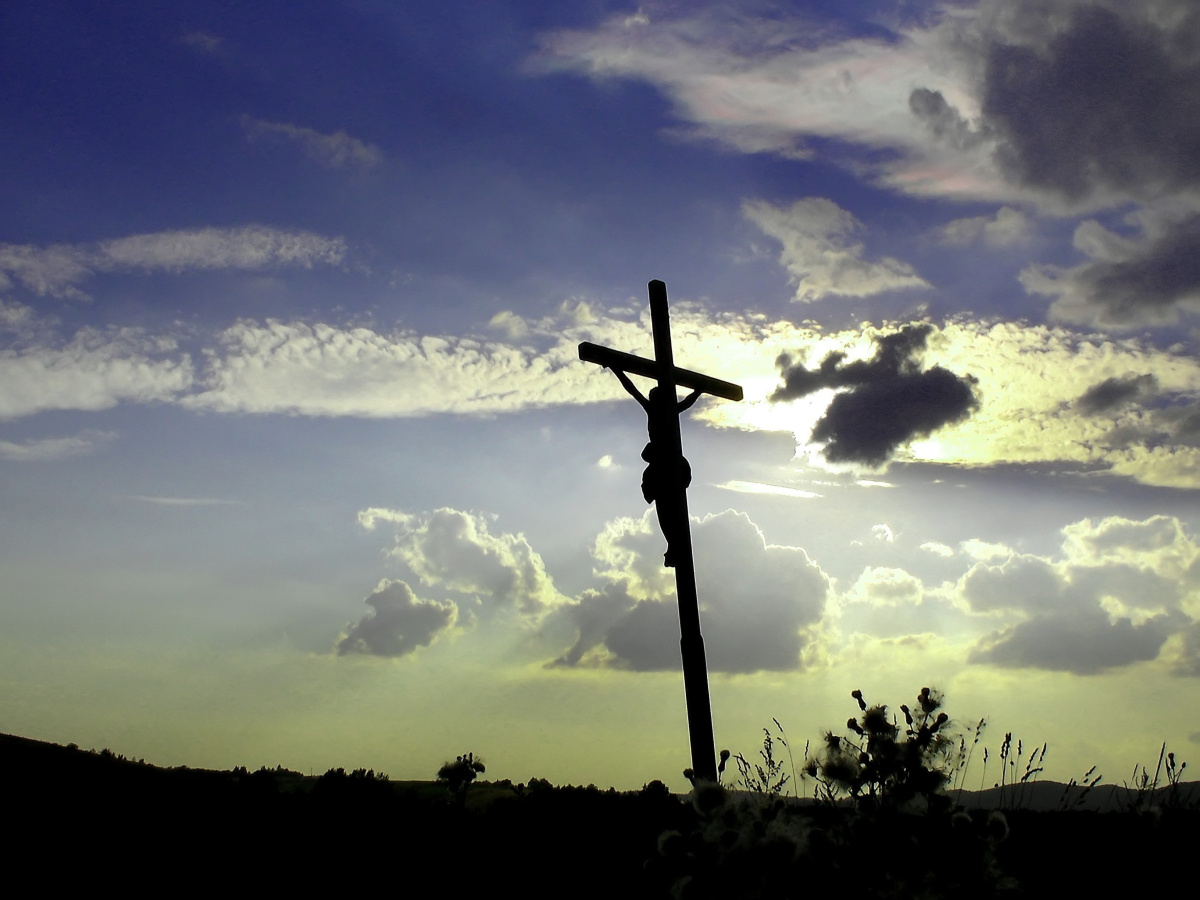
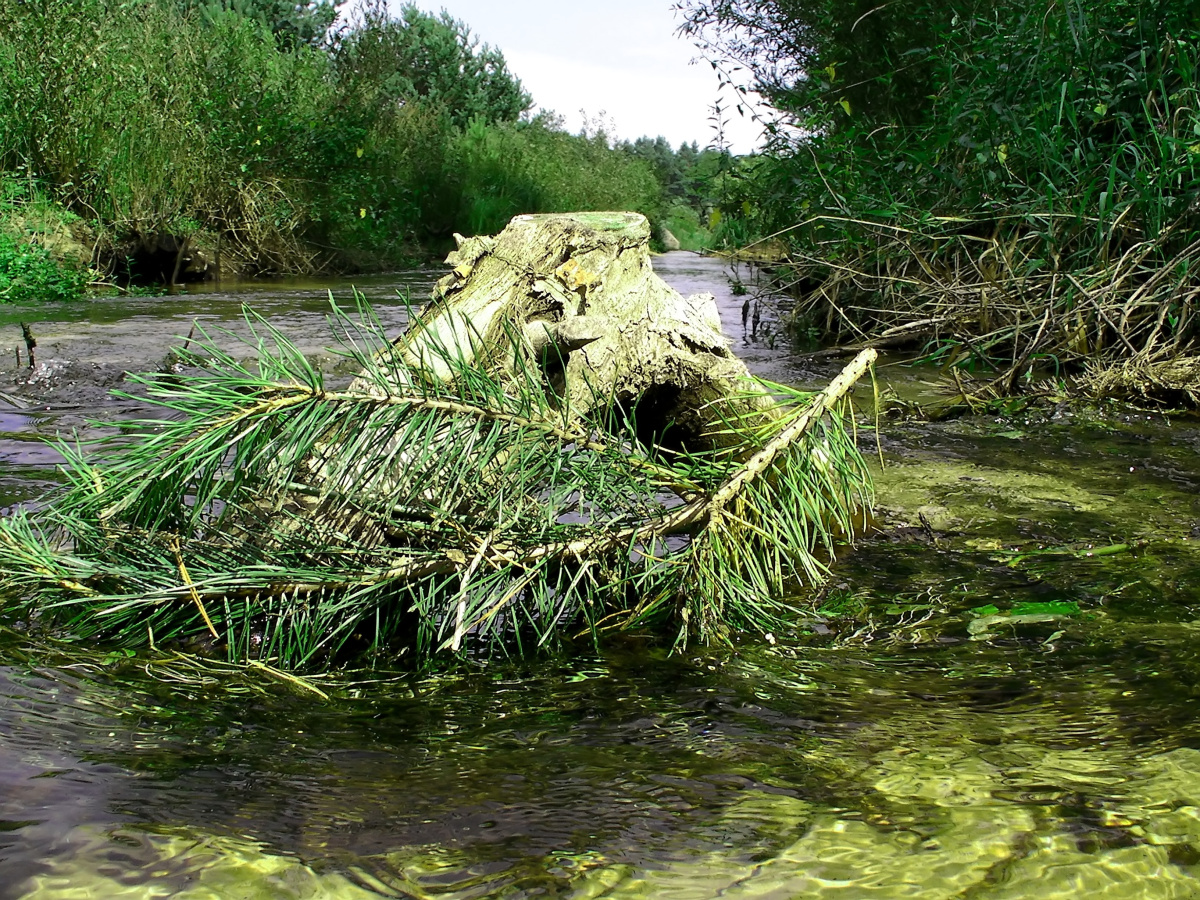
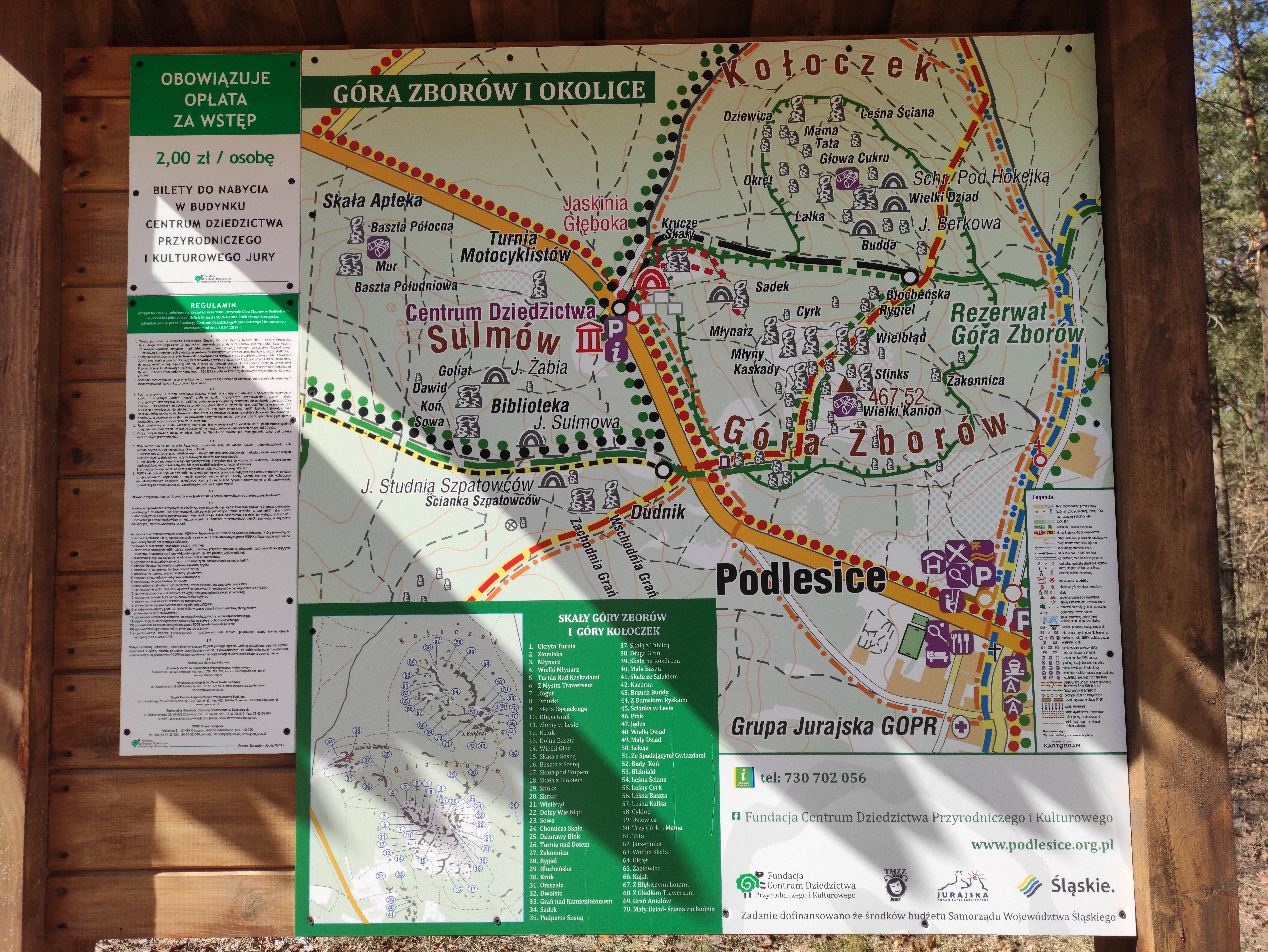
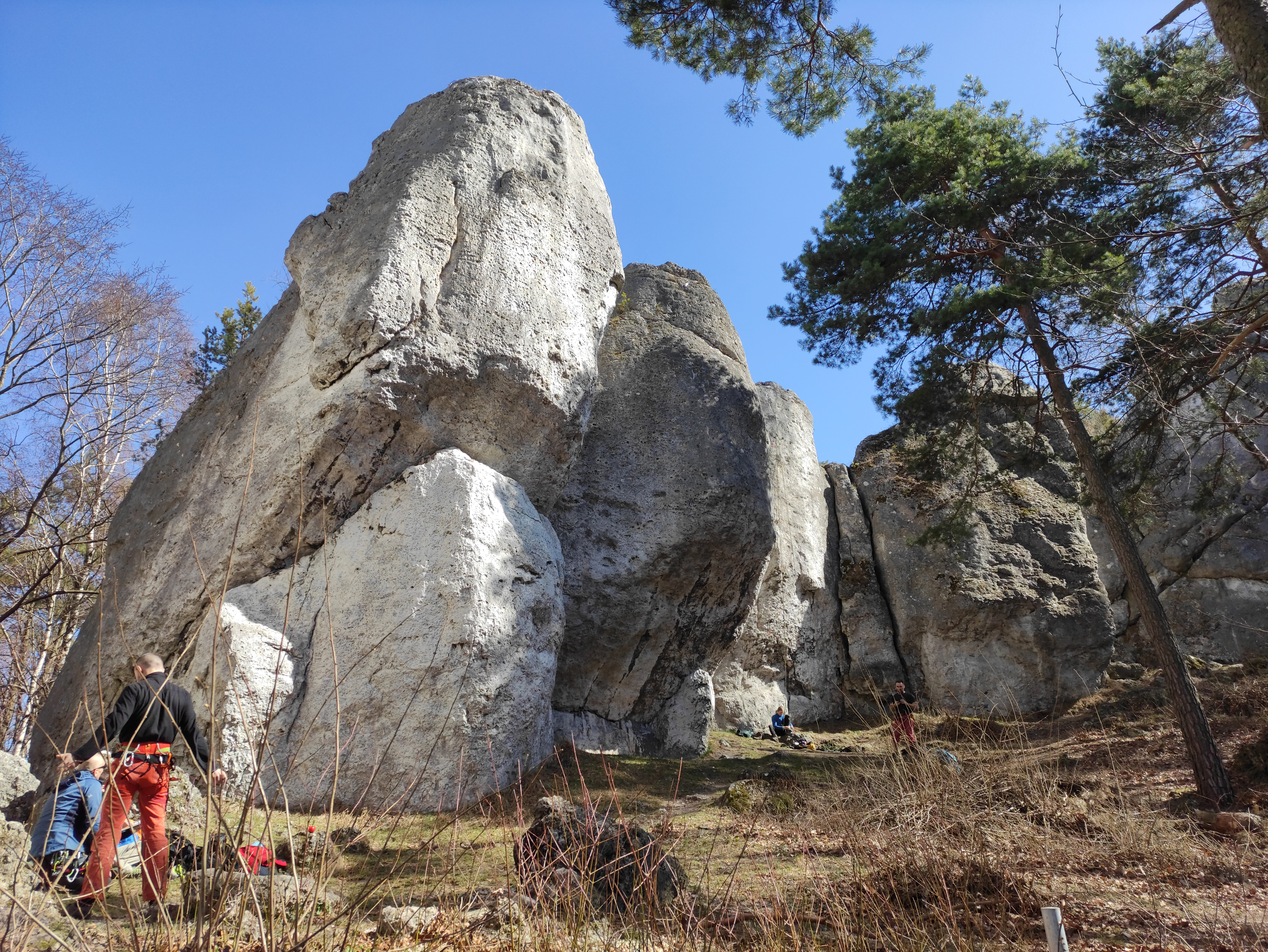
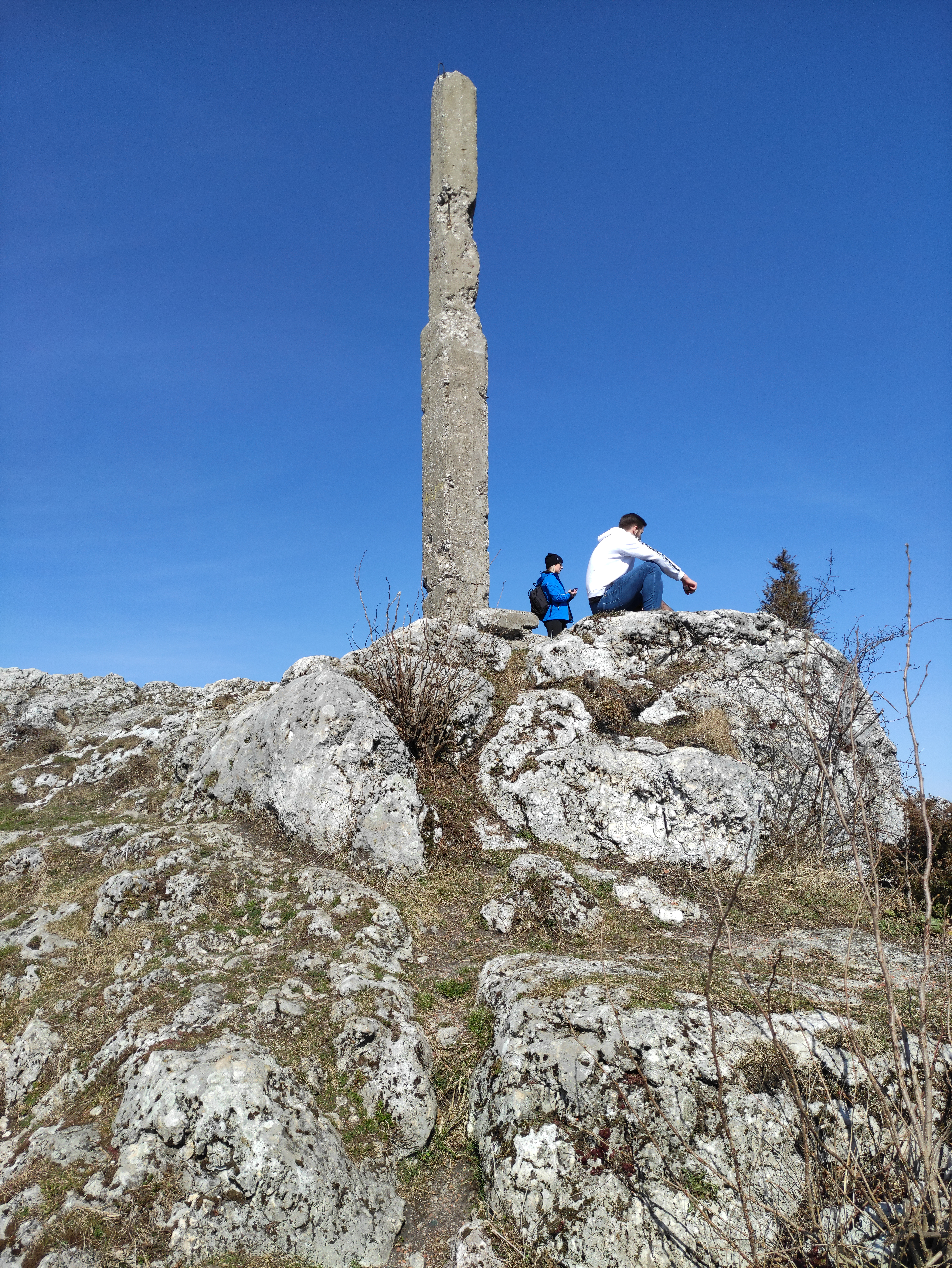
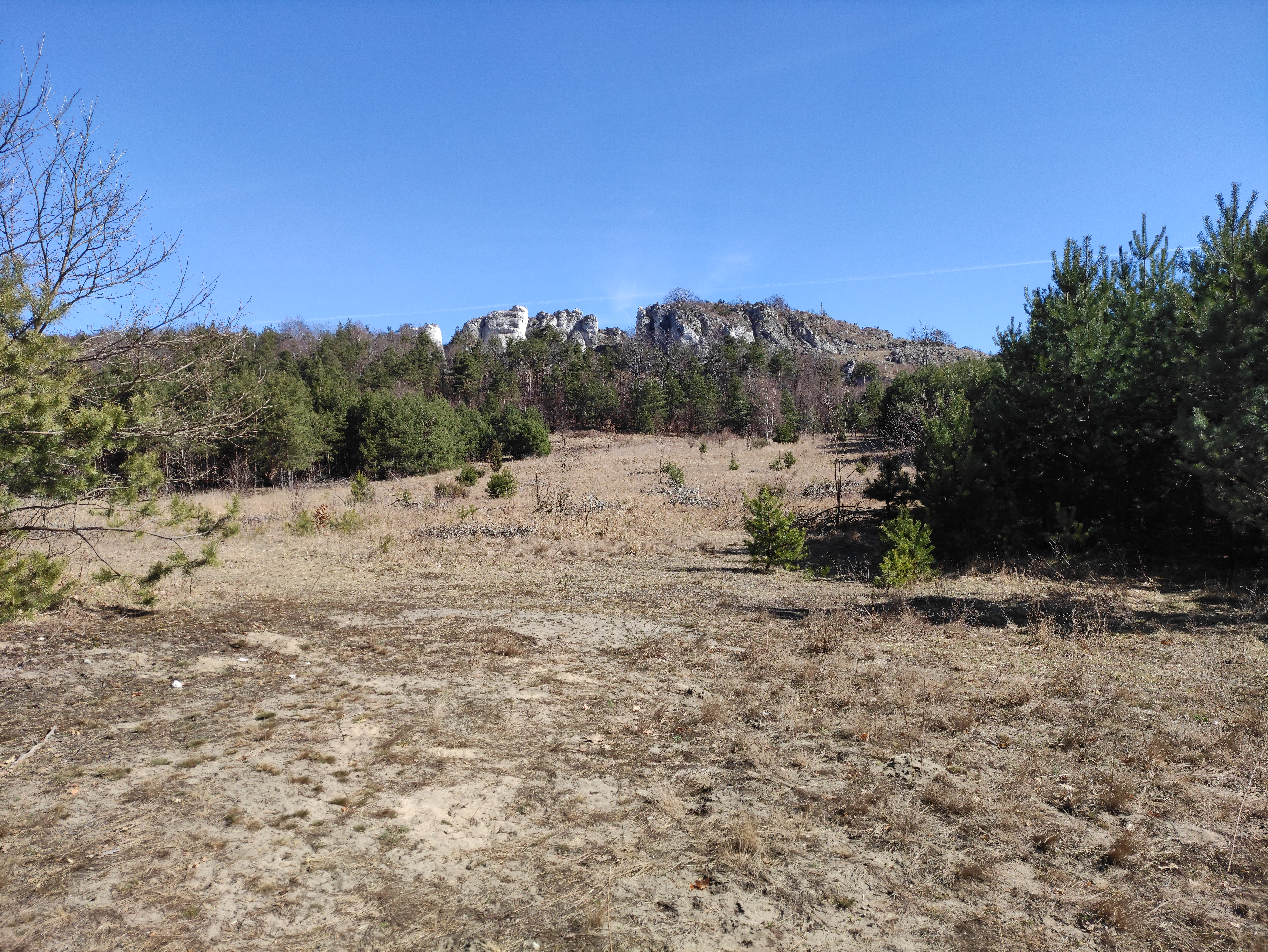